# Átila Nunes Pereira

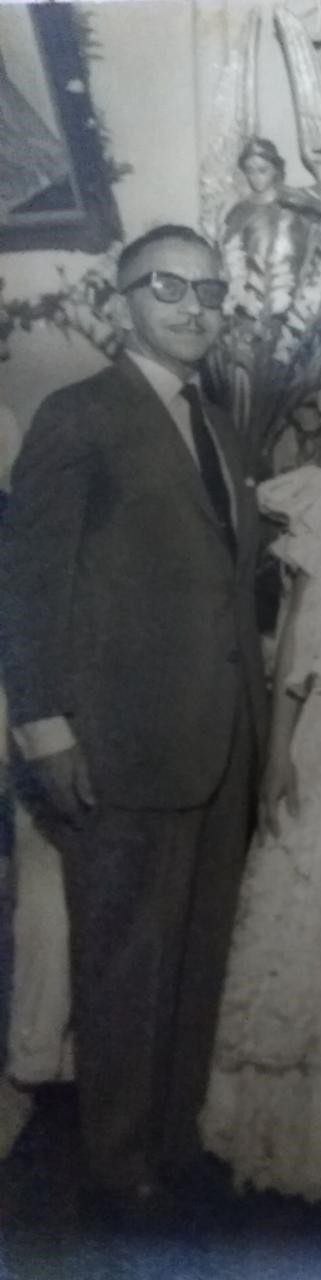
Atila Nunes Pereira, deputado.

Átila Nunes Pereira foi um radialista e político brasileiro. Era pai de Átila Nunes Filho, avô de Átila Alexandre Nunes e Átila Nunes Neto. Pai de Saly Nunes da Rocha e Guitla Nunes da Rocha em seu primeiro casamento com Octacília.

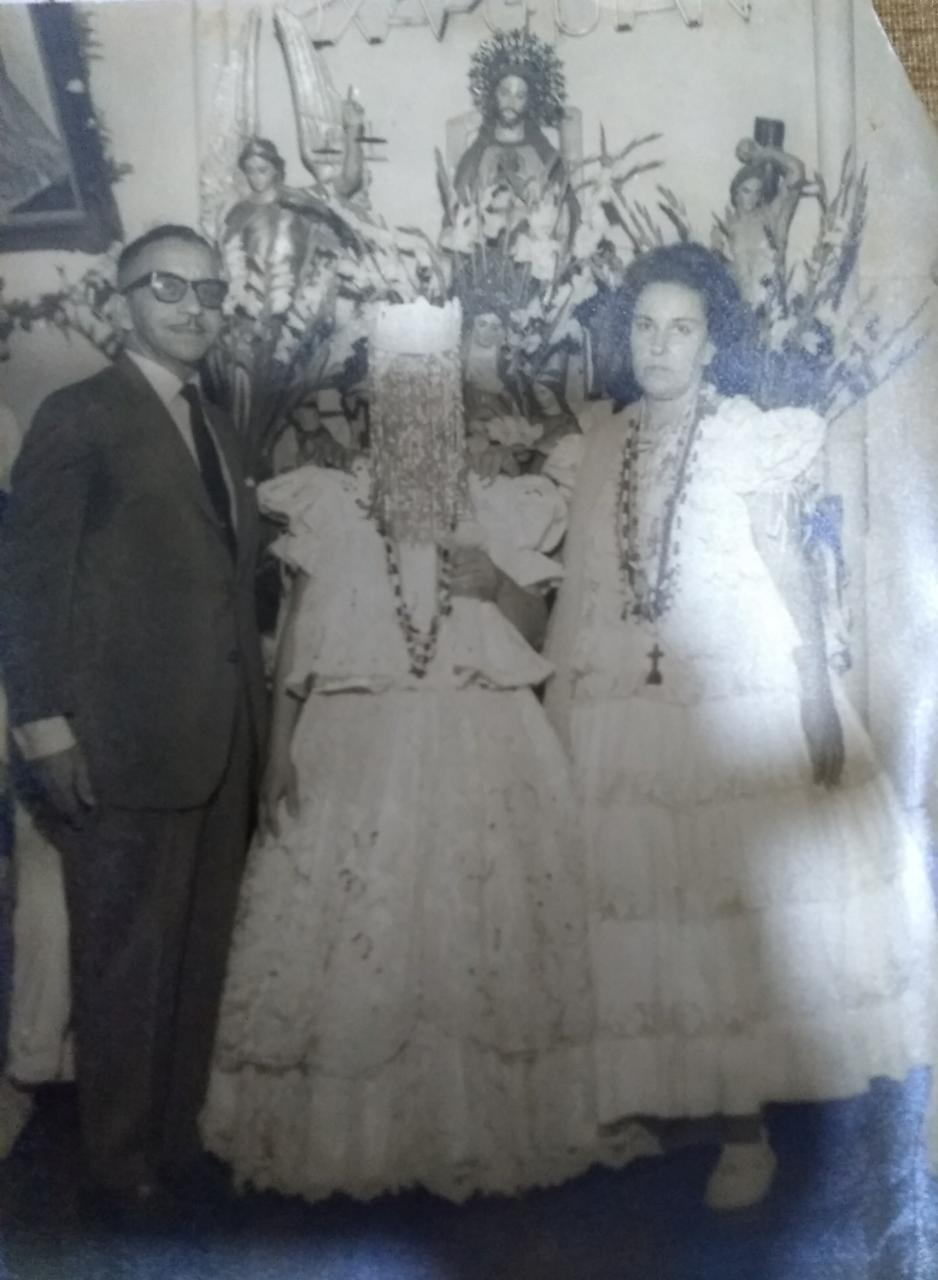
Atila Nunes Pereira em cerimônia religiosa umbandista

## Biografia
Já na década de 1950, atuava no rádio da cidade do Rio de Janeiro em programas dedicados à Umbanda, religião à qual se declarava adepto "com muito orgulho". Foi tema, em 1956, de reportagem na Revista do Rádio.
Em 1960, foi eleito deputado estadual pela Guanabara. Seu filho, Átila Nunes Filho já se tornara deputado na década seguinte, seguindo sua trajetória, tanto na religião umbandista, quanto na política.

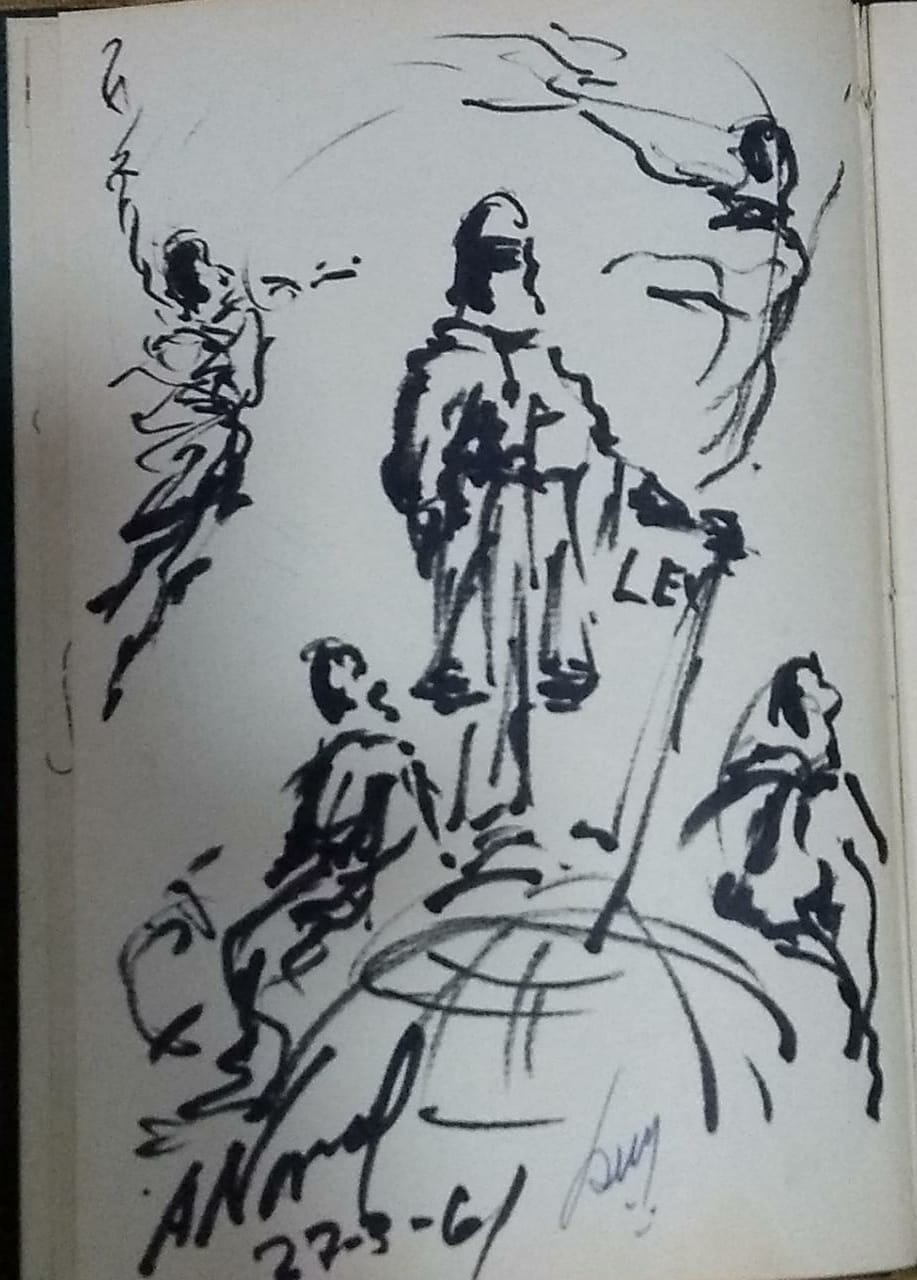
Desenho feito por Atila Nunes Pereira em 1961

Atila Nunes Pereira foi um dos deputados constituintes no Estado da Guanabara em 1961.

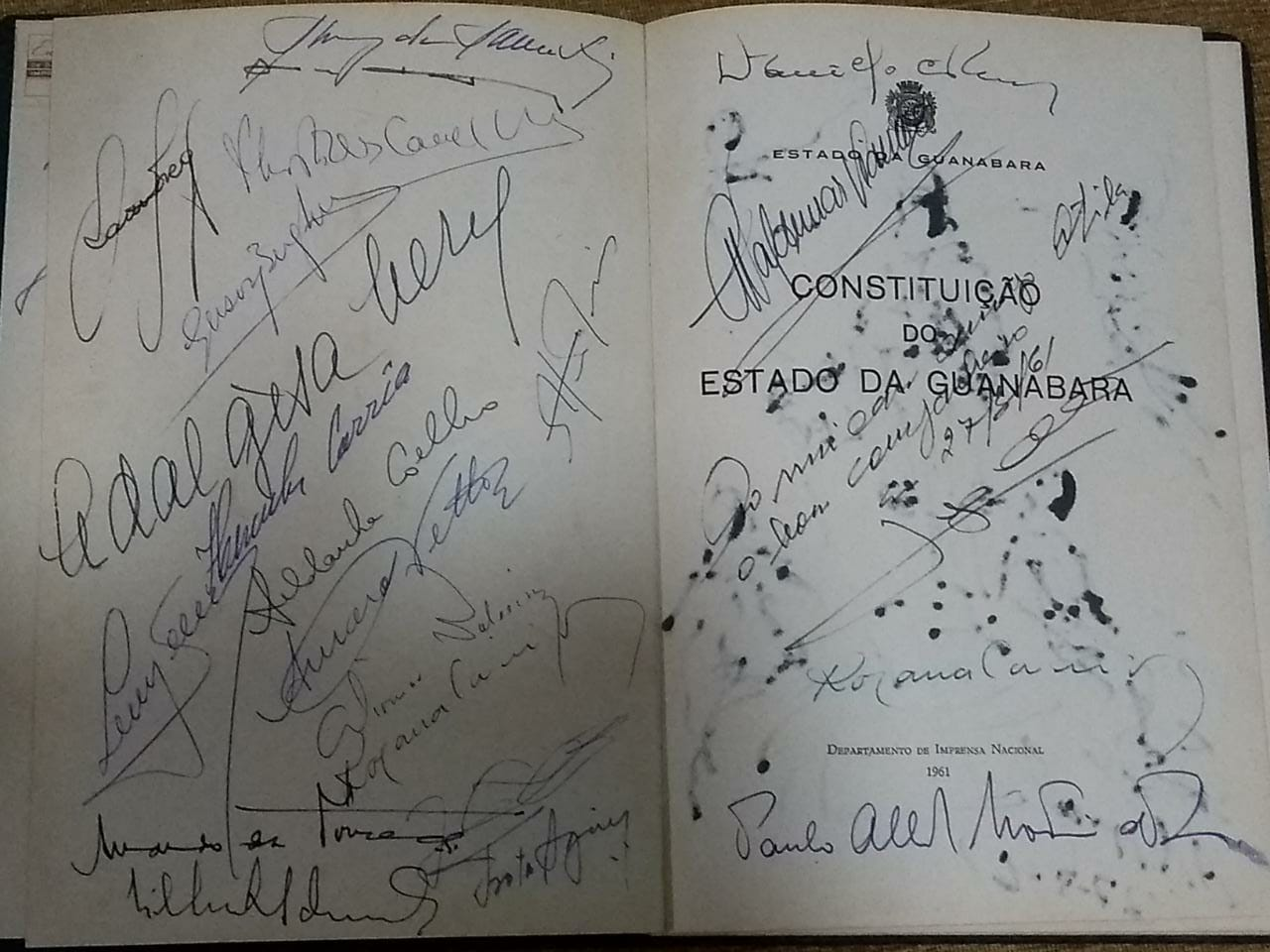
constituição do Estado da Guanabara, 1961 dedicada e assinada por vários deputados

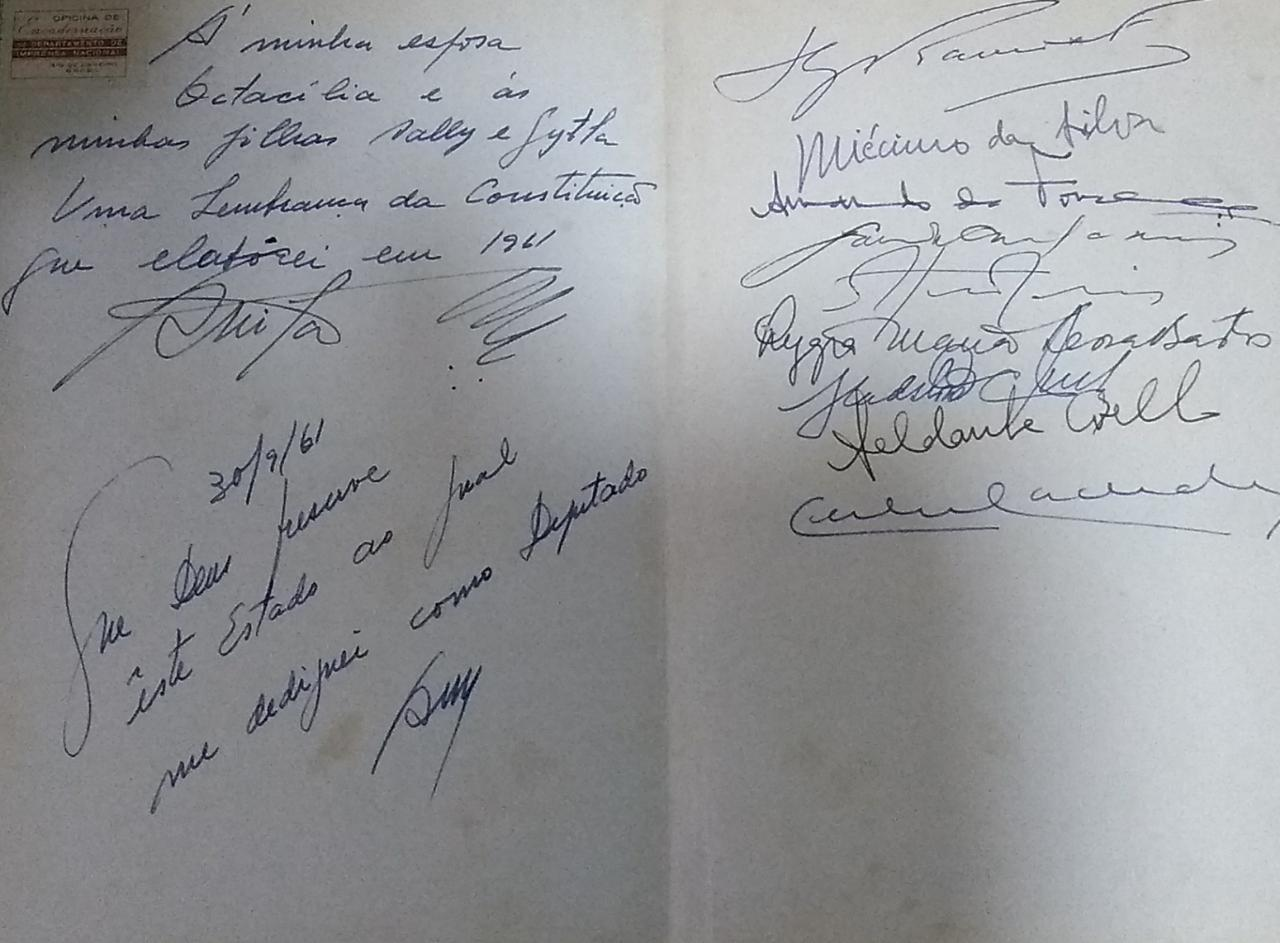
Contracapa da constituição do Estado da Guanabara, 1961 dedicada

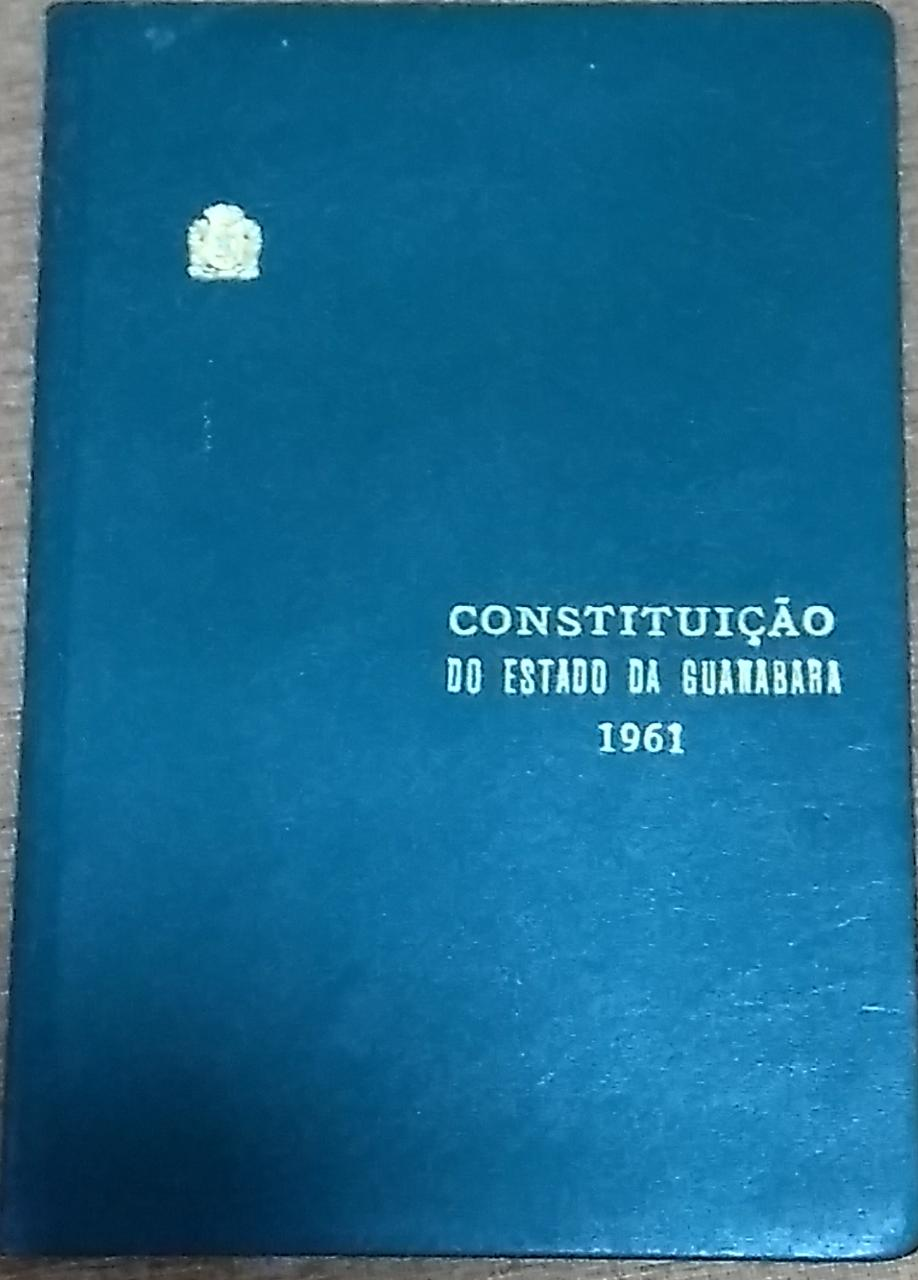
Constituição do Estado da Guanabara, 1961.